# Redha Malek
Redha Malek (arabisch رضا مالك, DMG Riḍā Mālik; * 21. Dezember 1931 in Batna; † 29. Juli 2017 in Algier) war vom 21. August 1993 bis zum April 1994 Premierminister Algeriens.

## Leben
Redha Malek war während des algerischen Unabhängigkeitskrieges von 1957 bis 1962 Herausgeber der Parteizeitung El Moudjahid der Partei Front de Libération Nationale (FLN). Er gehörte der Delegation der FLN an, die 1962 die Verträge von Évian abschloss, die den Algerienkrieg beendeten und zur Unabhängigkeit des Staates führten.
Nach der Unabhängigkeit Algeriens war Malek Botschafter in Jugoslawien, Frankreich, der Sowjetunion, den USA und Großbritannien. 1977–1979 bekleidete er das Amt des Ministers für Information und Kultur sowie vom Februar bis August 1993 das des Außenministers.
Staatspräsident Ali Kafi berief ihn ins Amt. In seiner kurzen Amtszeit in den ersten Jahren des algerischen Bürgerkrieges verfolgte er eine harte anti-islamistische Politik, verhandelte erfolgreich mit dem Internationalen Währungsfonds (IWF) über einen Schuldenerlass und folgte dem von der IWF vorgegebenen Reformplan. Nach seiner Amtszeit als Premierminister wurde er Vorsitzender der Alliance nationale républicaine, die am 5. Mai 1995 gegründet wurde. Diesen Posten legte er 2009 nieder.
Seine Kandidatur für die Präsidentschaft 1995 wurde vom Wahlausschuss mit der Begründung zurückgewiesen, dass er nicht genügend Unterstützerunterschriften eingereicht habe.